# Lycée de Kigali
Le lycée de Kigali est un lycée à Kigali, Rwanda. En 1974, le gouvernement de France a créé l'école.